# Iáia ibne Omar ibne Rau
Iáia ibne Omar ibne Rau (em árabe: Yahya ibn Umar ibn Rahhu) foi um nobre berbere do clã Banu Rau, ativo no Reino Nacérida de Granada no século XIV. Era genro do afamado oficial Otomão ibne Abi Alulá. Em 1326, no ápice da disputa entre Otomão e o vizir Maomé ibne Almaruque pelo controle do governo, o último nomeou Iáia como xeique alguzate, o comandante dos Voluntários da Fé, em sucessão do primeiro. As tropas, em vez de apoiarem Otomão, decidiram migrar para Iáia, o que obrigou Otomão a buscar apoio em outras figuras da dinastia reinante. Em 1328, o sultão Maomé IV (r. 1325–1333) interviu na disputa, isolando o vizir e se reconciliando com Otomão, que retomou seu posto depois de novembro.